# Landes (departement)
Landes (okc. Lanas) je francouzský departement ležící na jihozápadě Francie v regionu Nová Akvitánie. Název departementu je odvozen od lesa Landes. Hlavní město je Mont-de-Marsan.

## Geografie

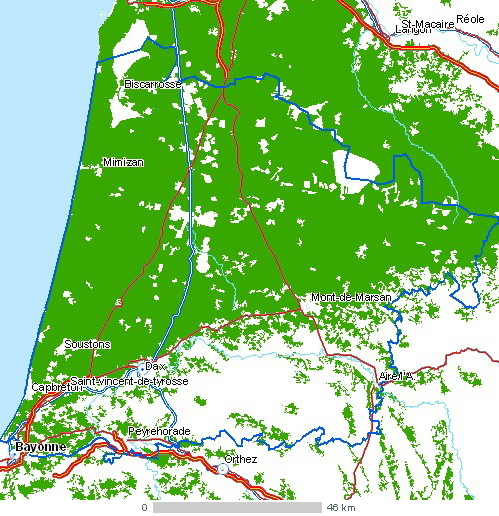
Mapa departementu

## Nejvýznamnější města

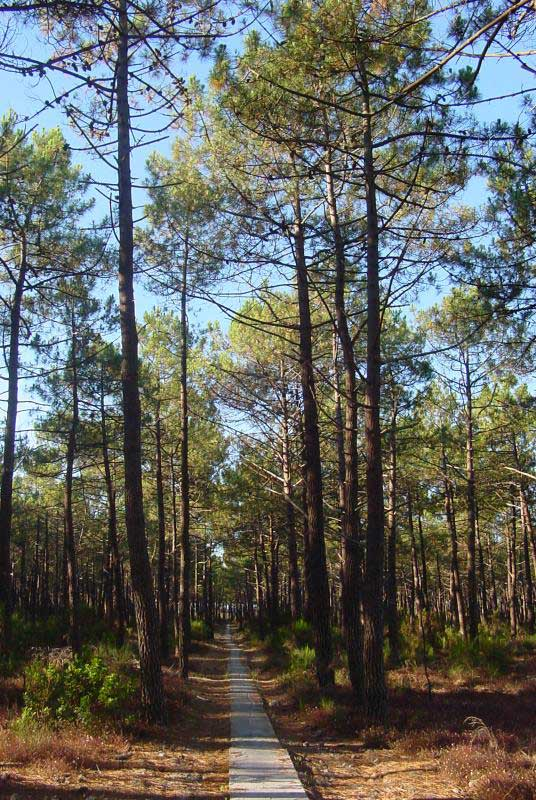
Borovicové lesy pokrývají většinu území departementu Landes

Města nad 10 000 obyvatel (2007):
- Mont-de-Marsan (30 212)
- Dax (20 860)
- Biscarosse (12 207)
- Saint-Paul-lès-Dax (12 025)
- Tarnos (11 154)

## Historie
Landes je jedním z 83 departementů vytvořených během Francouzské revoluce 4. března 1790 aplikací zákona z 22. prosince 1789.[zdroj?]

## Osobnosti spjaté s departementem Landes
- Svatý Vincent de Paul, katolický kněz.
- Jean-Charles de Borda matematik, fyzik, politik
- Alain Juppé, politik
- Alain Ducasse šéfkuchař
- Joël Bats, fotbalista
- Jean Van de Velde, golfista